# Aloysia aloysioides
Aloysia aloysioides là một loài thực vật có hoa trong họ Cỏ roi ngựa. Loài này được Loes. & Molenke mô tả khoa học đầu tiên năm 1941.